# 斯克魯澤島

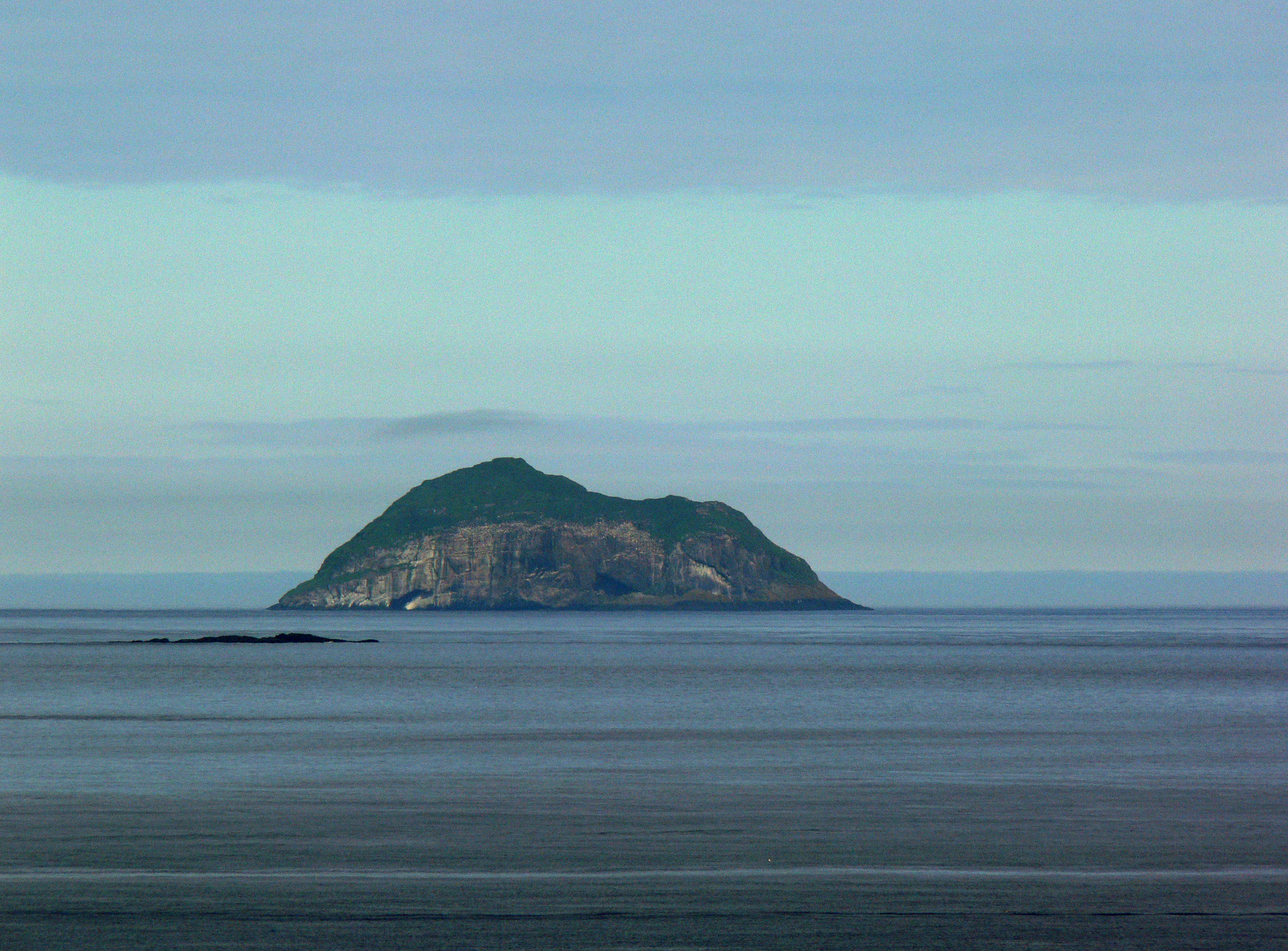

斯克魯澤島是冰島的島嶼，位於大西洋海域，長0.59公里、寬0.53公里，面積0.2平方公里，最高點海拔高度160米，是18種鳥類的棲息地，該島自1995年被劃入保護區，島上無人居住。

## 外部連結
- http://www.nat.is/travelguide/ahugav_st_skrudur.htm （页面存档备份，存于）
- https://web.archive.org/web/20051123170120/http://travelnet.is/GHI/isl/journey/sv_al/Faskrudsfjordur.htm